# IC 377
IC 377 је спирална галаксија у сазвјежђу Еридан која се налази на листи објеката дубоког неба у Индекс каталогу.
Деклинација објекта је - 12° 27' 18" а ректасцензија 4h 31m 16,5s. Привидна величина (магнитуда) објекта IC 377 износи 13,7 а фотографска магнитуда 14,5. IC 377 је још познат и под ознакама MCG -2-12-31, PGC 15366.